# Oskar Rohr

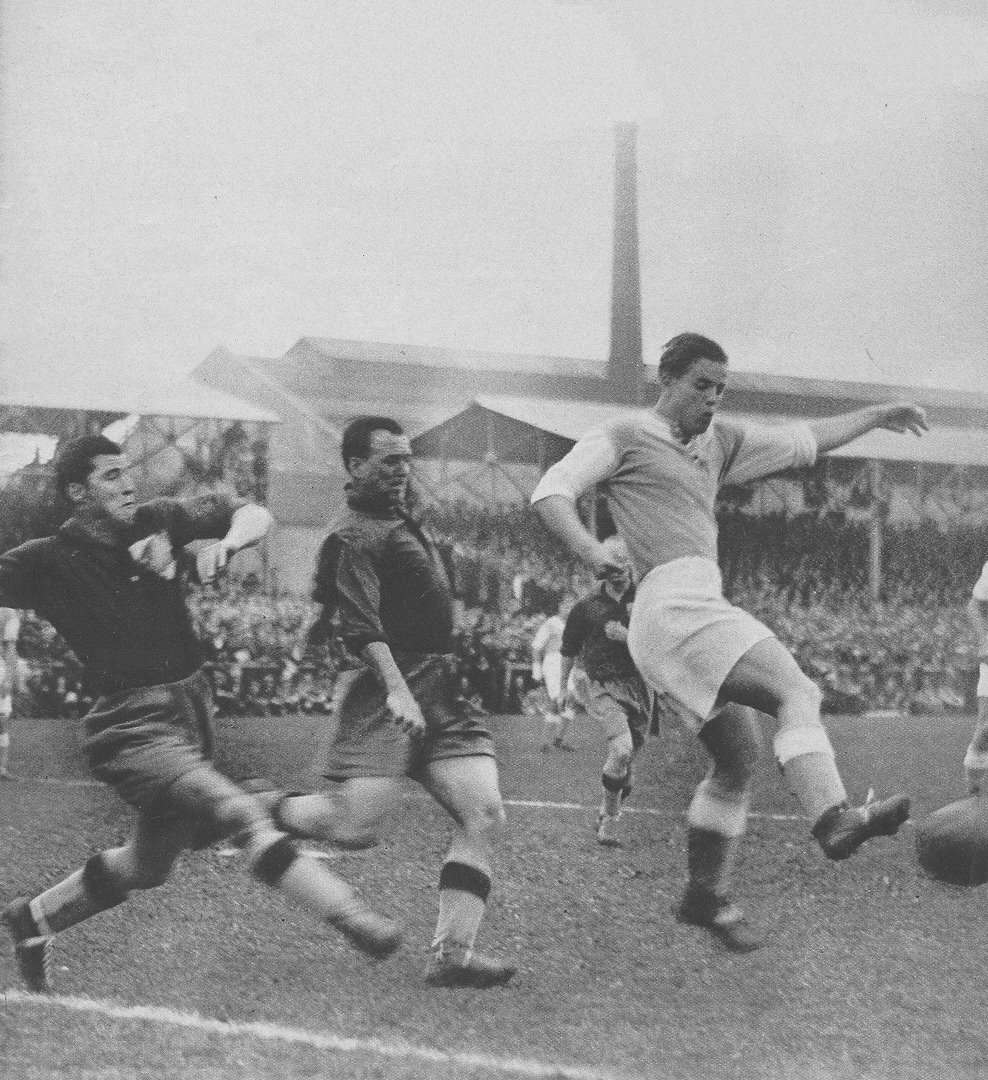
1934/35: Sochaux-Strasbourg 2-3 - Albert Gougain, Conrado Ross e Ossi Rohr

Pour les articles homonymes, voir Rohr.

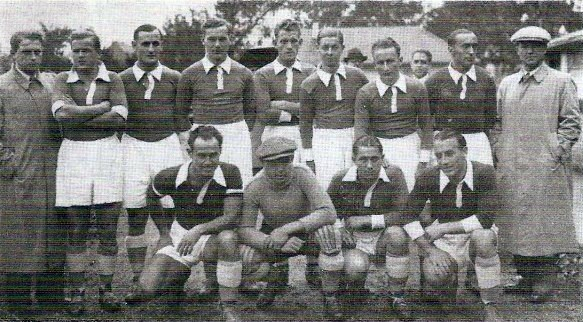
Oskar Rohr, debout deuxième à gauche, fait partie de l'effectif 1936-1937 du RC Strasbourg.

Oskar Rohr, né le 24 mars 1912 à Mannheim et mort le 8 novembre 1988, est un footballeur allemand.

## Biographie
Oskar Rohr est champion d'Allemagne avec le Bayern Munich dès l'âge de 20 ans. Il signe l'un des deux buts du Bayern en finale du championnat 1932. International allemand, il inscrit deux des trois buts de la Mannschaft face à la France le 19 mars 1933 à Berlin (3-3). Il signe pour une saison en Suisse au Grasshopper de Zurich puis propose ses services au FC Mulhouse qui évolue depuis deux saisons avec un statut professionnel alors qu'en Allemagne et en Suisse les clubs ont encore un statut amateur. Le RC Strasbourg prend finalement de vitesse son voisin mulhousien et fait signer « Ossi » en 1934.
Oskar Rohr fut l'un des meilleurs joueurs strasbourgeois de 1934 à 1939 et ses nombreux buts lui donnèrent une aura particulière auprès des supporters du Racing.
Cet international allemand s'est engagé dans la Légion étrangère en 1939 pour combattre les Nazis en 1939-40. Il est fait prisonnier par les Allemands qui l'enferment à Kislau (camp de concentration), près de Karlsruhe, puis l'expédient sur le front russe… où il devient membre de l'équipe de football de son armée. 
Après la guerre « Ossi » Rohr joue en Oberliga Süd et Oberliga Südwest (respectivement première division du sud et du sud-ouest d'Allemagne) jusqu'en 1949.
Oskar Rohr est le grand-oncle de Gernot Rohr.

## Carrière
- FC Victoria 1912, Allemagne
- VfR Mannheim, Allemagne
- 1930-1933 : Bayern Munich, Allemagne
- 1933-1934 : Grasshopper Zürich, Suisse
- 1934-1939 : RC Strasbourg, France ; 136 matches et 118 buts en championnat
- 1940-1941 : FC Sète, France
- 1945-1946 : VfR Mannheim, Allemagne ; 7 matches et 3 buts en championnat
- 1945-1946 : TSV Schwaben Augsbourg, Allemagne ; 15 matchs et 8 buts en championnat
- 1947-1948 : FK 03 Pirmasens, Allemagne ; 21 matchs et 11 buts en championnat
- 1948-1949 : Waldhof Mannheim, Allemagne ; 17 matchs et 5 buts en championnat

## Palmarès

### En club
- Champion d'Allemagne en 1932 avec le Bayern Munich
- Vainqueur de la Coupe de Suisse en 1934 avec le Grasshopper Zurich
- Finaliste de la Coupe de France en 1937 avec le RC Strasbourg

### EnÉquipe d'Allemagne
- 4 sélections et 5 buts entre 1932 et 1933

### Distinction individuelle
- Meilleur buteur du Championnat de France en 1937 (30 buts)